# 諏訪八幡神社 (いわき市泉町)

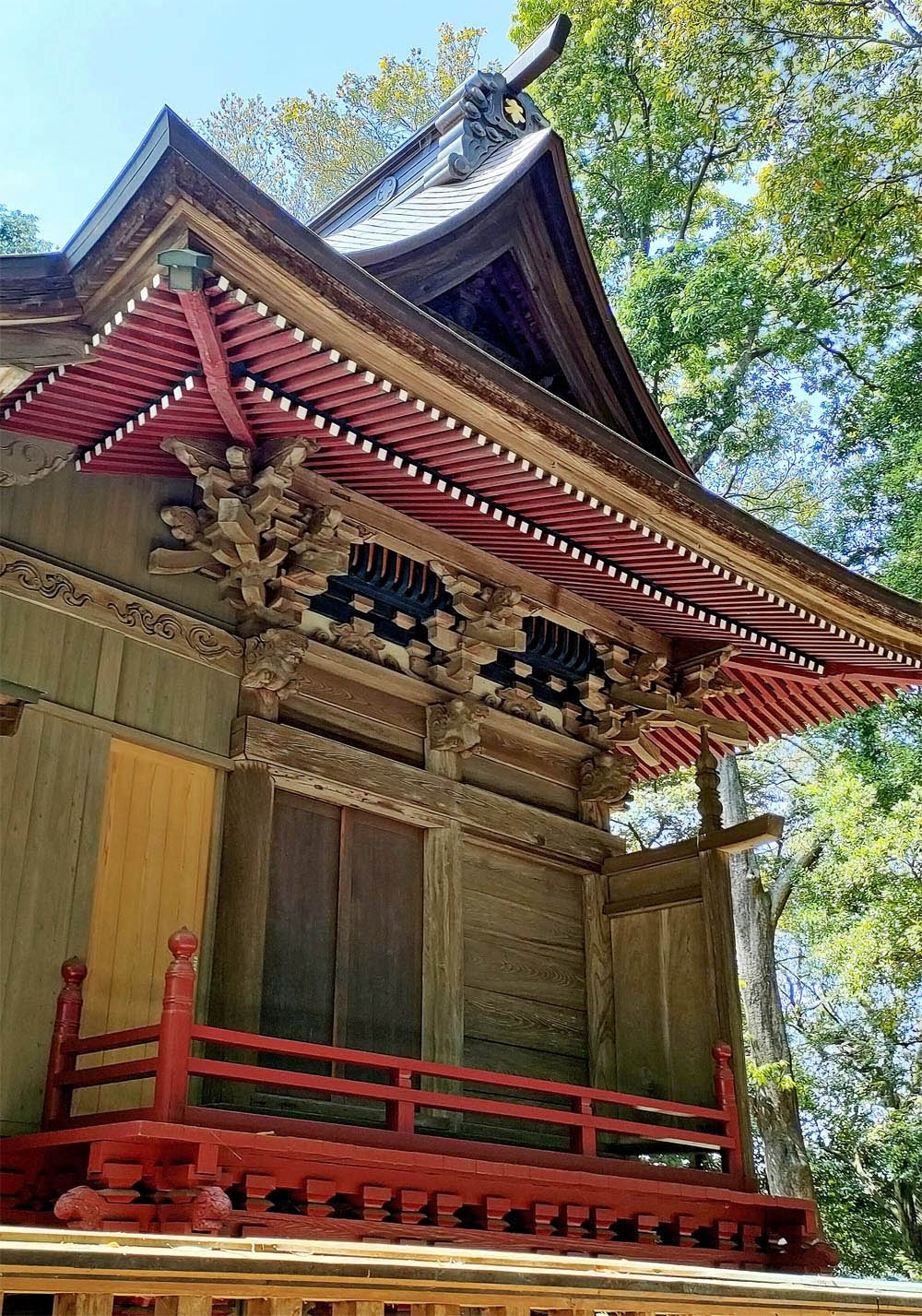
諏訪八幡神社（いわき市）本殿

諏訪八幡神社（すわはちまんじんじゃ）は、福島県いわき市泉町にある神社。旧泉藩の祈願社で、旧社格は郷社。
現在の鎮座地は、平安時代の岩城（磐城）判官・平政氏の旧館跡と伝わり、中世の小山氏が治めた滝尻城跡に比定されている。

## 祭神
- 健御名方命
- 誉田別命…第15代応神天皇

## 由緒
社伝によると平安時代、大同年間（806 - 810年）頃、亀石ヶ原（現在の泉町滝尻亀石）に勧請され、岩城判官・平政氏により御鎮守・御取立。
天文年間（1532 - 1555年）頃、大津波により社殿が破却され、滝尻山の上に遷座。
1634年（寛永11年）に磐城平藩より分地され立藩、内藤家泉藩初代藩主内藤政晴により泉藩の祈願社と定められ、1675年（延宝3年）2代藩主内藤政親によって岩城判官政氏の旧館跡（現在地：泉町六丁目）に奉遷。当初は、諏訪大明神・正八幡宮に分祀されていた。
1702年（元禄15年）、移封され板倉家泉藩の初代藩主・板倉重同に代わっても崇敬怠らず、水田10石を付し神田とする。
1746年（延享3年）移封され本多家泉藩の初代藩主・本多忠如に代わっても氏神として祀り、更には米10俵、金子1両を祭祀料と春秋の祭祀、幾世の間崇厳に営み祀る。
1793年（寛政5年）、2代目藩主・本多忠籌の造営により現本殿となる。
1873年（明治6年）、諏訪・八幡両神を合祀し郷社に列せられる。
1974年（昭和49年）11月、現社地御遷座300年を記念奉祝し、幣殿・拝殿を改築、御稜威・御神徳の昂揚を祈念する。
2019年（令和元年）11月、「奉祝天皇陛下即位、御鎮座1200年、東日本大震災復興記念」として本殿を改修、大鳥居・神輿庫・手水舎を改築。
2021年（令和3年）8月、参道石畳の舗装を新設。

## 境内や祭事

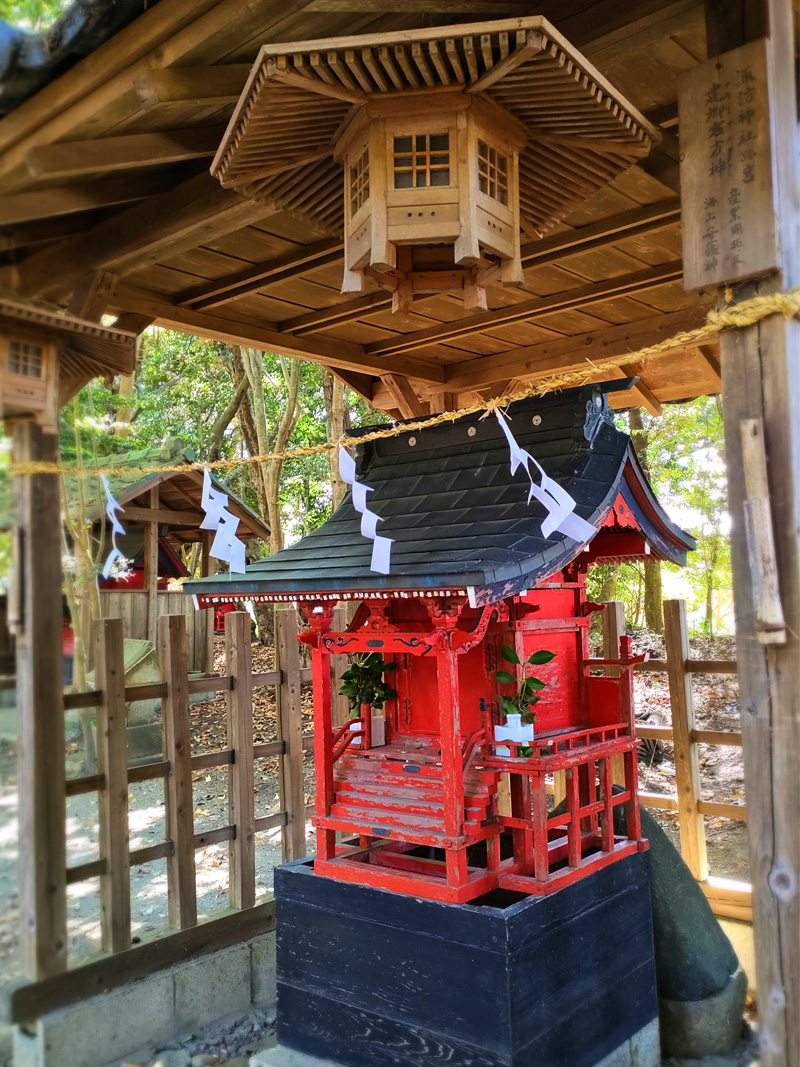
諏訪神社跡宮
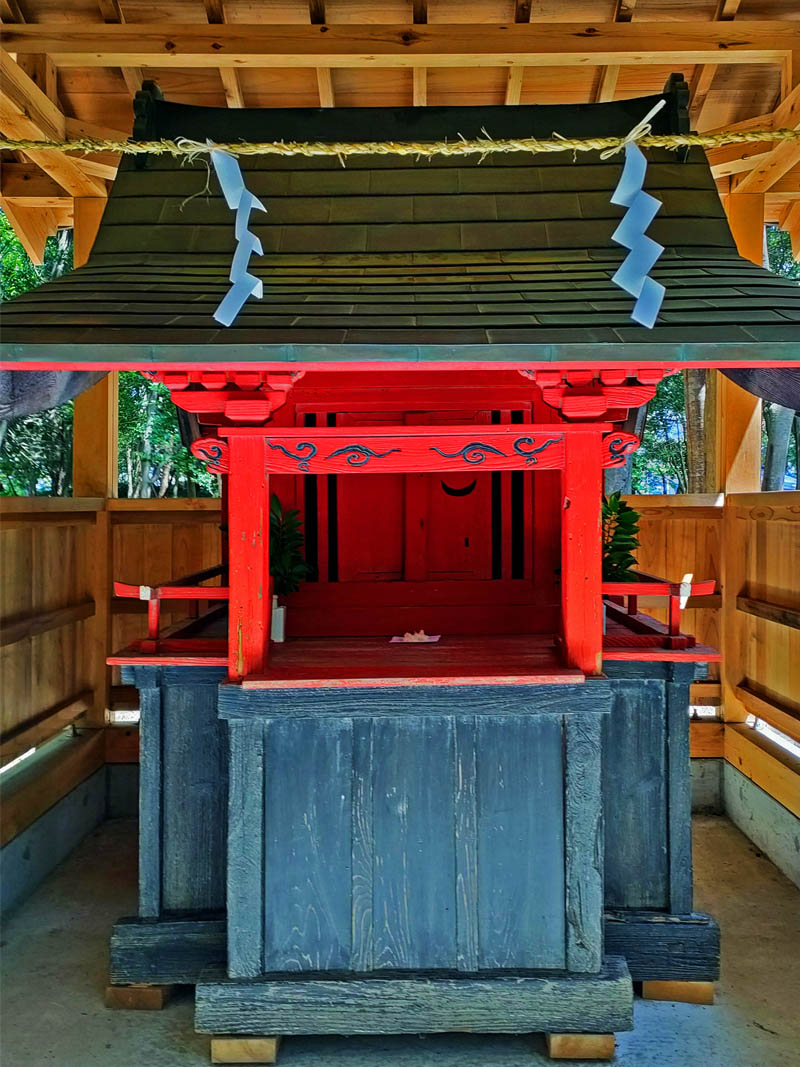
秋葉神社（境内社）
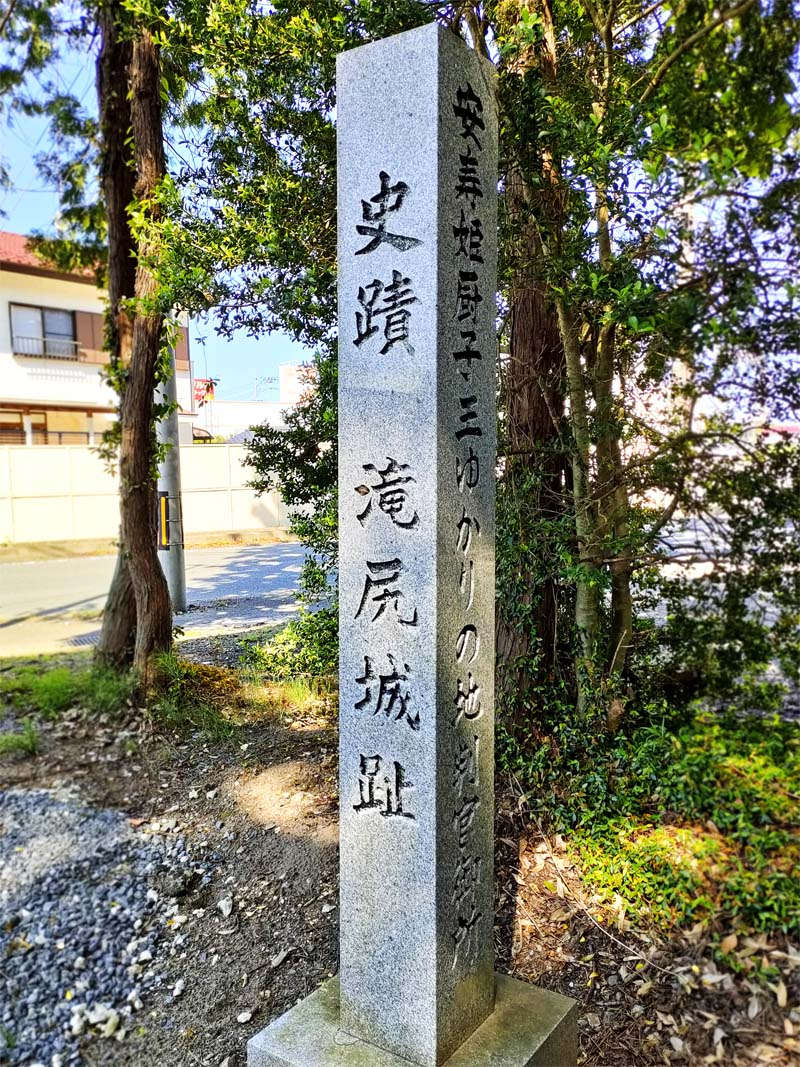
石碑/史蹟滝尻城跡・安寿と厨子王ゆかりの地判官御所
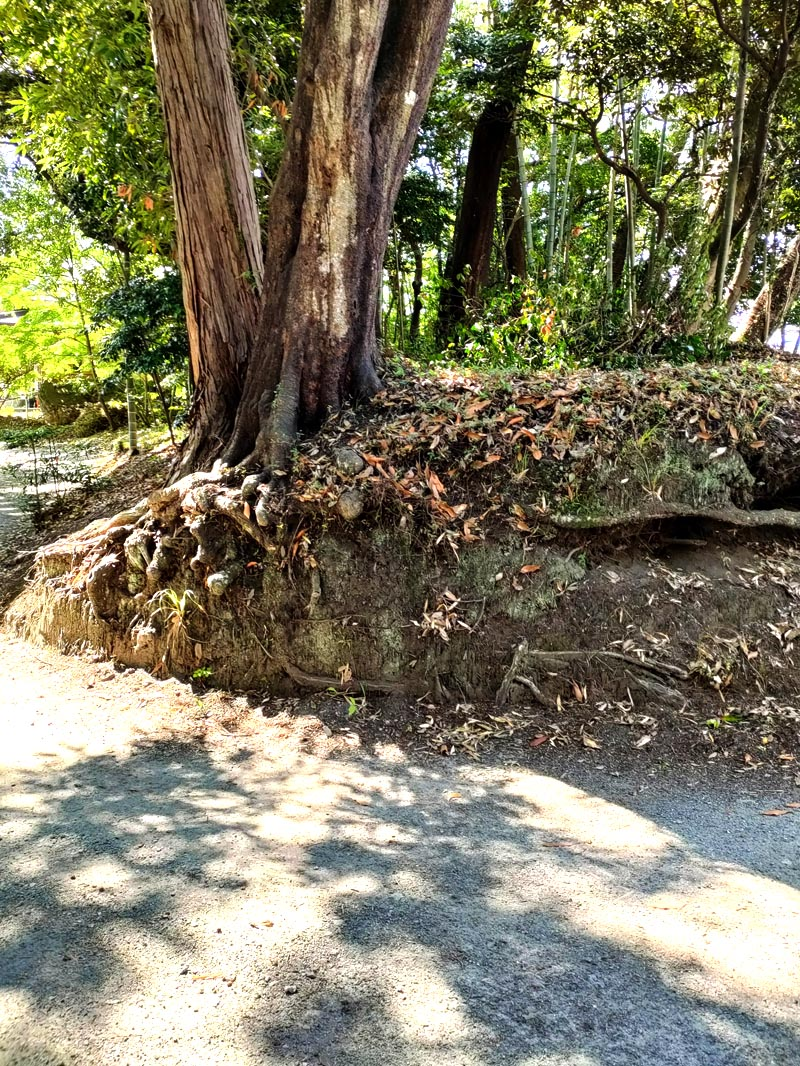
滝尻城跡土塁
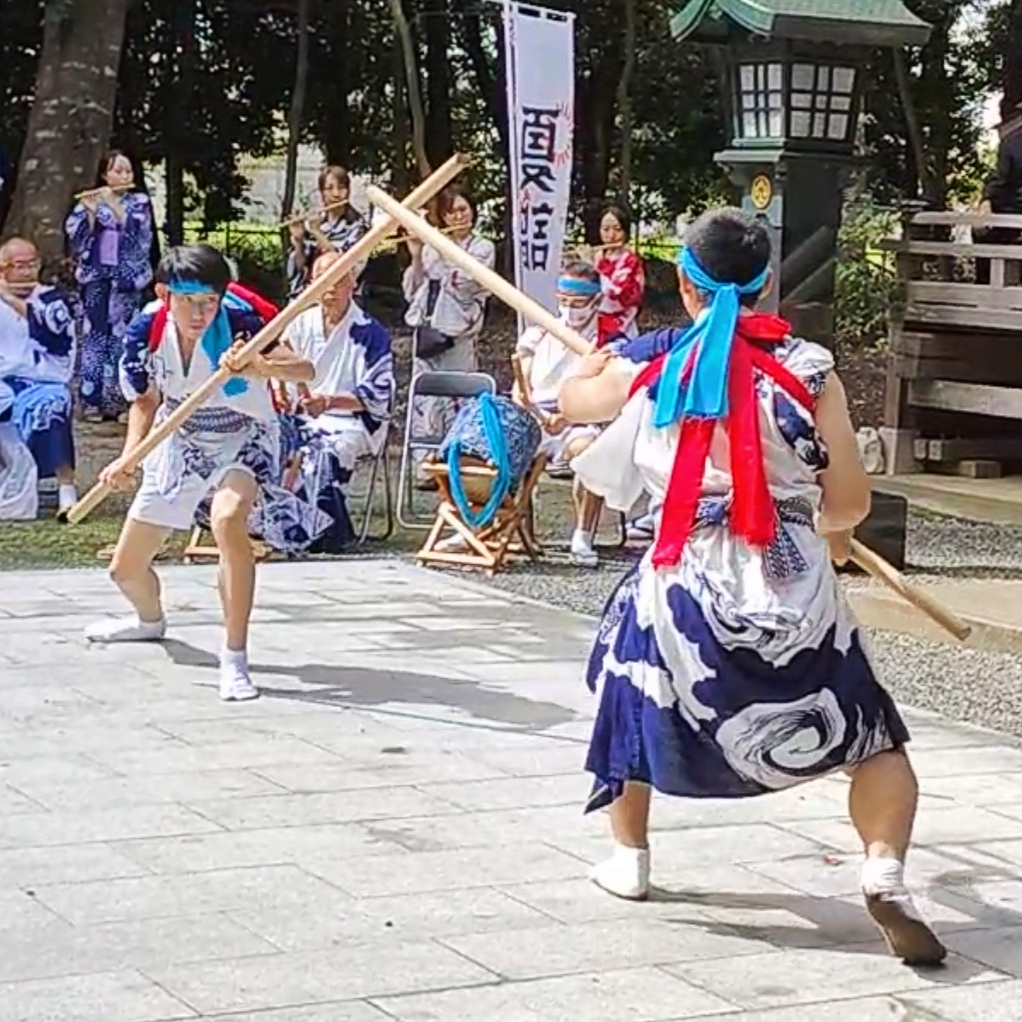
夏祭/滝尻棒ささら
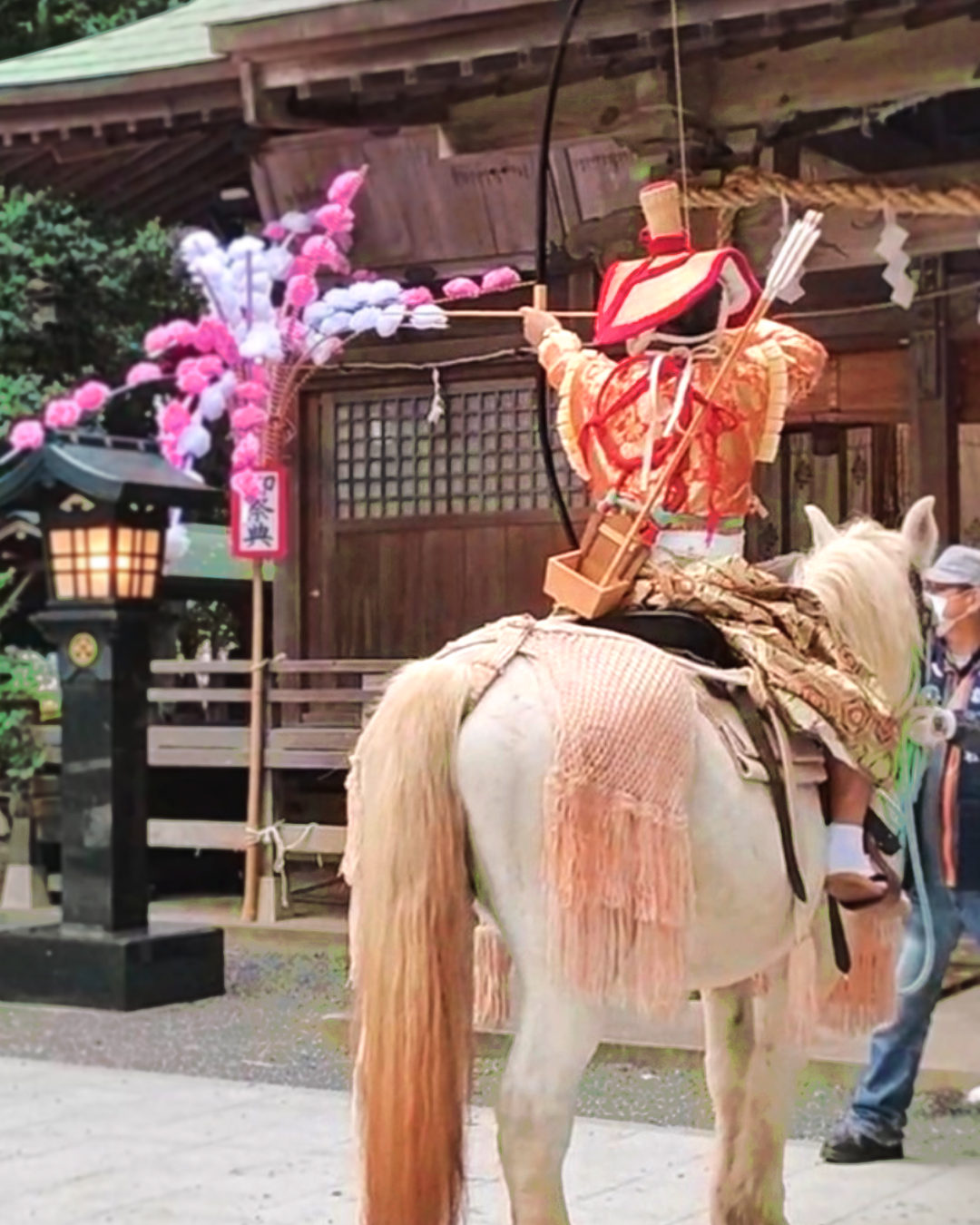
秋季例大祭/流鏑馬
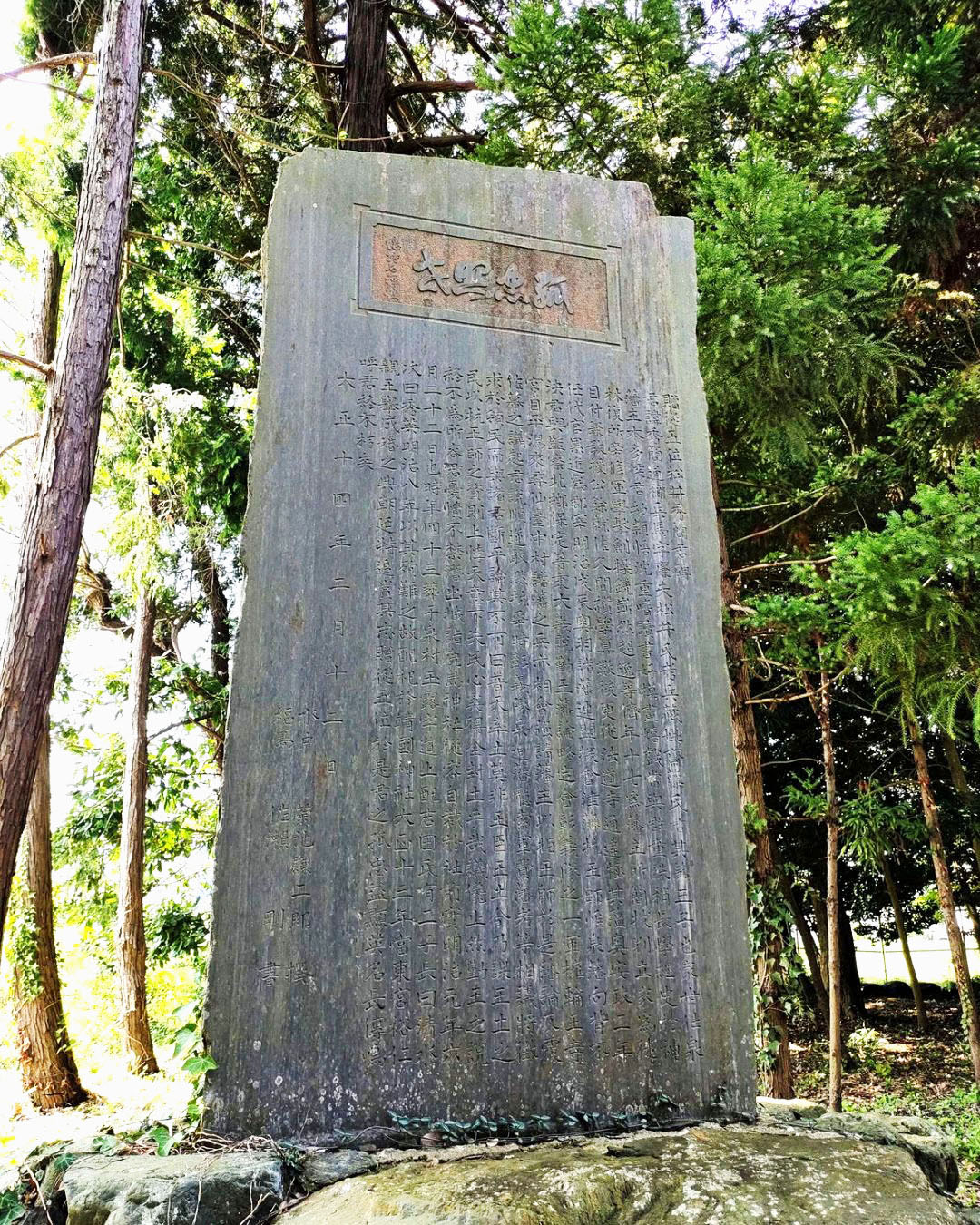
顕彰碑/泉藩士・松井秀簡
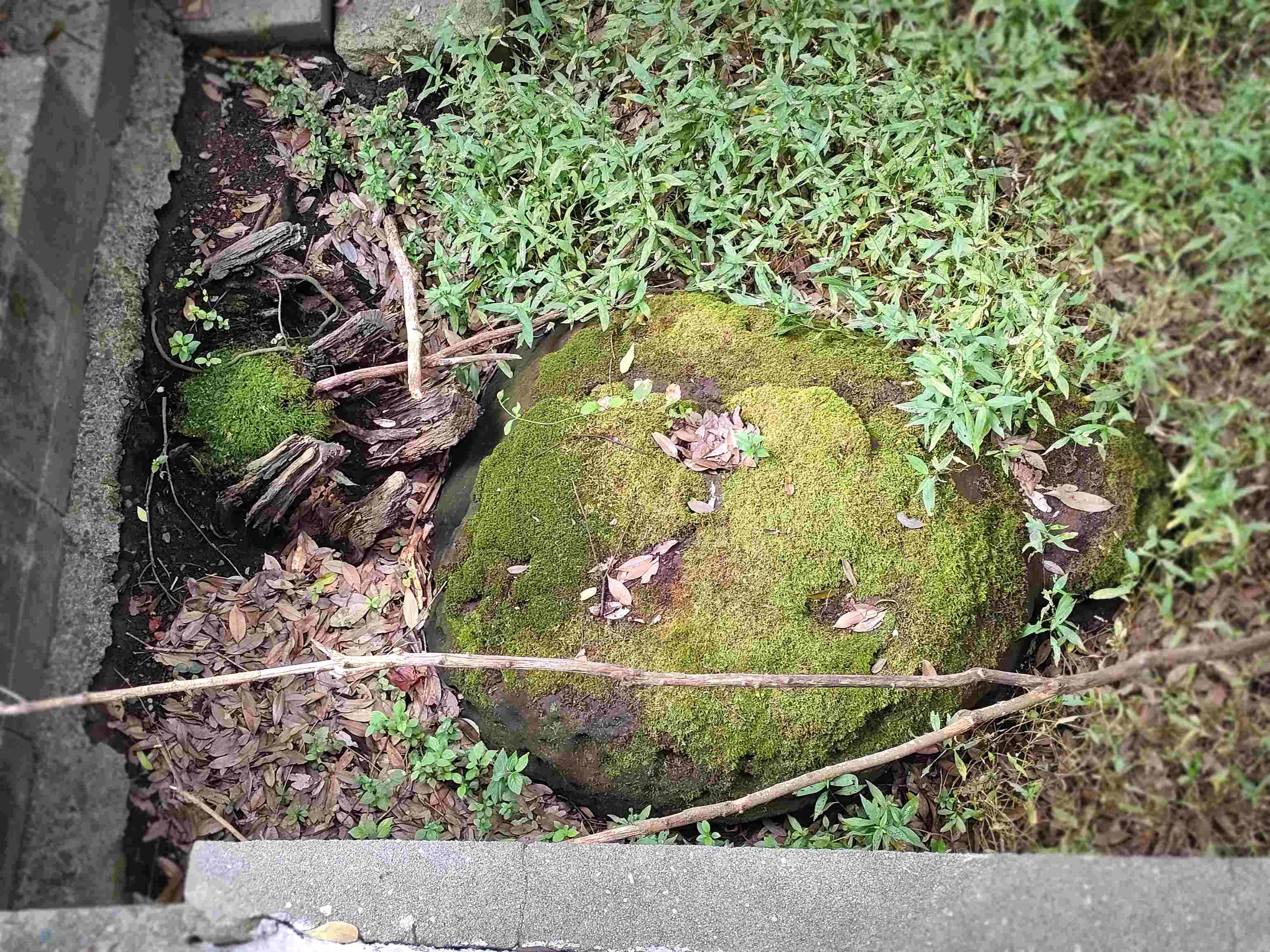
亀石/元宮跡地（境外社）

## 摂社末社
諏訪宮・若木神社・秋葉神社・判官社・稲荷神社・足尾神社・金刀比羅神社・忠霊塔（泉地区の戦没者を慰霊）・亀石（元宮跡/境外社）

## 歴史的背景
諏訪八幡神社が鎮座する福島県いわき市泉町滝尻地区は、平安中期まで磐城郡の南部（蒲津郷）だった。
釜戸川と藤原川の合流する河口に位置する古くからの港・宿駅であり、生産物の集積地や交通の要所として栄えていた。
社伝によると岩城（磐城）判官平政氏の居館がこの地に築かれ、政氏の取立てにより、滝尻亀石の地に鎮座していた諏訪・八幡両神が中興された（時期は平安中期の967年（康保4年）頃と考えられている）。
なお近年の発掘調査でも、奈良・平安時代にこの周辺が栄えていた事が裏付けられている。
その後、岩城（磐城）判官の居館は滝尻から小名浜住吉へ移ったと伝わる（住吉館）。また政氏は物語「安寿と厨子王」の祖父だとする伝承がある。
平安末期には隣接する菊多郡が荘園化し、滝尻は菊多荘に包括された。この地頭職には下野国を本拠とする豪族小山氏が就き、判官の居館跡とされる地に、小山氏の城館である滝尻城が築かれたようである。
地理的には釜戸川の河川舟運や通商により栄えた滝尻宿（港町・宿駅）を治めるのに適していた。
しかし南北朝期の1337年（建武4年）、南朝方の小山氏滝尻城は、北朝方の石川氏や好嶋荘預所伊賀盛光らに攻め落とされた。
諏訪・八幡両神は、滝尻亀石の地に平安初期から長らく鎮座していたが、社伝によると天文年間（1532 - 1555年）ごろ水害に見舞われ、それに伴い近隣の山（現在の滝尻字諏訪山に比定）に遷座された。
江戸期の1634年（寛永11年）、磐城平藩から分立して泉藩が成立し、この時に諏訪・八幡両神は泉藩の祈願社として定められた。
藩の町づくりが進められてゆく過程で、1675年（延宝3年）には現在地である判官居館跡/滝尻城跡に奉遷された。古い記録によると、滝尻城の敷地は東西145メートル、南北181メートルの長方形であったと記されているという。

## 周辺の発掘調査
周辺の泉町滝尻地区では、土地区画整理事業などに伴う埋蔵文化財の発掘調査により複数時期にわたる様々な遺構が検出されている。古墳時代から平安時代にかけては大規模な集落が営まれ、竪穴建物跡や掘立柱建物跡が検出された。また近世の泉藩が整備した堀江などが検出された。
遺物としては、古代の祭祀に使用された手捏土器や、土師器、須恵器。また中世の滝尻城に関連すると考えられる瀬戸焼の天目茶碗などが出土した。
1961年（昭和36年）には農作業中の農夫が畑の下から1万数千枚に上る大量の中国銭貨（主に北宋銭）を発見している。

## 交通アクセス
- 車…いわき湯本ICから約15分
- タクシー…JR泉駅から約4分
- 徒歩…JR泉駅から約17分
- バス…JR泉駅南口→泉六丁目停留所で下車徒歩4分
- バス…JR泉駅南口→泉五丁目停留所で下車徒歩8分